# Friesodielsia obovata
Friesodielsia obovata (Benth.) Verdc. – gatunek rośliny z rodziny flaszowcowatych (Annonaceae Juss.). Występuje naturalnie w południowo-wschodniej części Demokratycznej Republiki Konga, w Tanzanii, Malawi, Mozambiku, Zimbabwe, Zambii, południowo-wschodniej części Angoli, w północnej Botswanie oraz w północno-wschodniej Namibii. 

## Morfologia
PokrójZimozielony krzew lub małe drzewo dorastające do 7 m wysokości. Kora ma szarą barwę.
LiścieNaprzemianległe, mają odwrotnie jajowaty kształt. Mierzą 4,5–11,5 cm długości oraz 2,5–7,5 cm szerokości. Od spodu mają niebieskawą barwę i są mniej lub bardziej owłosione. Nasada liścia jest zaokrąglona. Blaszka liściowa jest o zaokrąglonym wierzchołku. Osadzone są na krótkim ogonku liściowym.
KwiatySą pojedyncze, rozwijają się w kątach pędów. Działki kielicha mają szeroko trójkątny kształt i dorastają do 4–8 mm długości. Płatki ułożone są w dwóch okółkach, wewnętrzne są wykrzywione do środka i mają żółtą lub żółtozielonkawą barwę. Kwiaty mają liczne słupki.
OwocePojedyncze mają cylindryczny kształt, zebrane po 3–9 w owoc zbiorowy. Osiągają 7 cm długości. Mają czerwonawą barwę.

## Biologia i ekologia
Rośnie na sawannach, otwartych przestrzeniach w lasach oraz w zaroślach. Kwitnie od listopada do lutego.